# Chaucenne
Cet article possède un paronyme, voir Charcenne.
Chaucenne est une commune française située dans le département du Doubs, la région culturelle et historique de Franche-Comté et la région administrative Bourgogne-Franche-Comté.

## Géographie

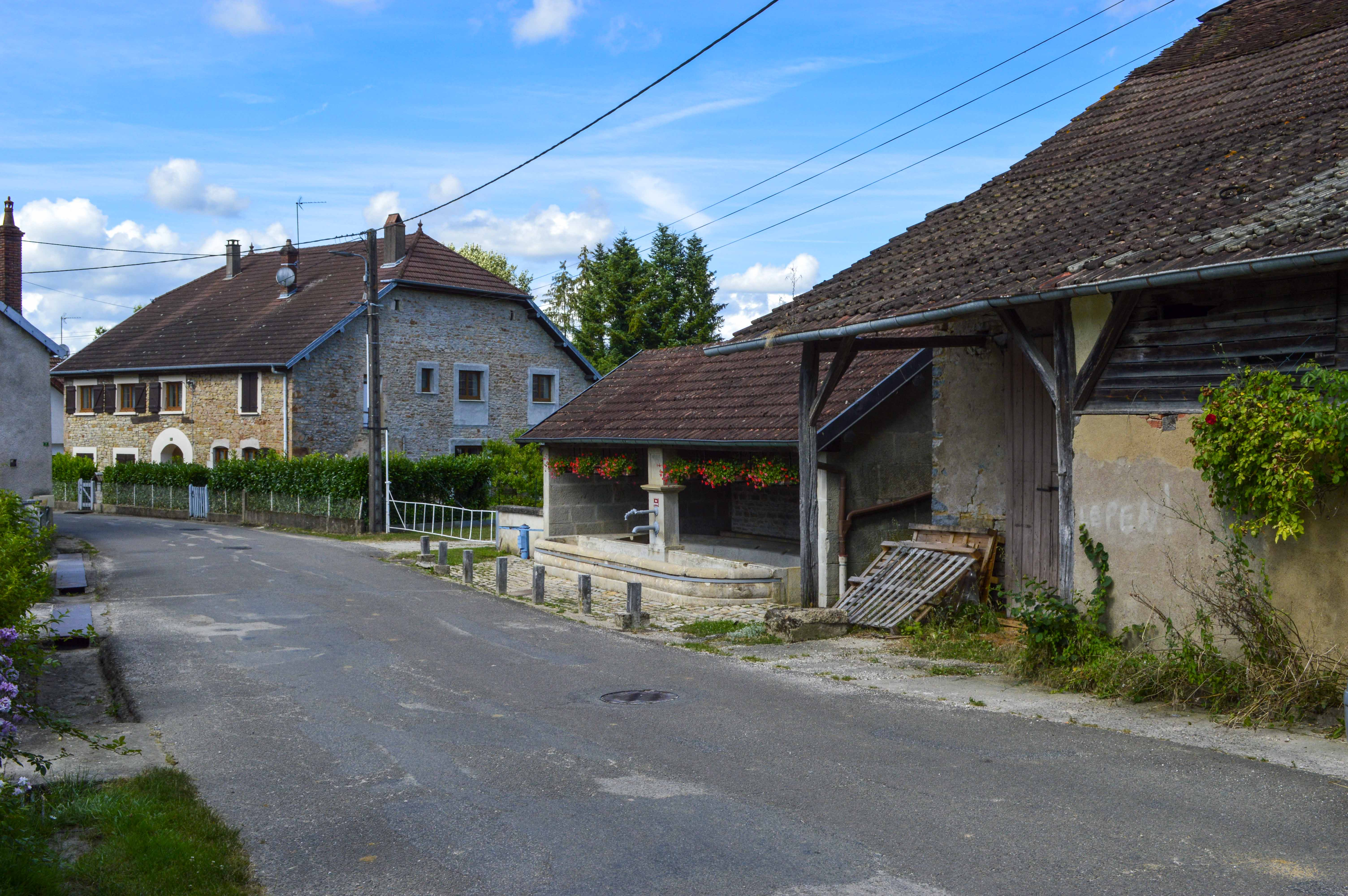
La Grande rue et la fontaine-lavoir de la Riche.

Chaucenne est située à 12 km au nord-ouest de Besançon, à une altitude de 220 m, sur les bords de la Lanterne.
Chaucenne fait partie de la région Bourgogne-Franche-Comté, du département du Doubs, du canton de Besançon-2, de l'arrondissement de Besançon, ainsi que de Grand Besançon Métropole.

### Transport
La commune est desservie par la ligne  63  du réseau de transport en commun Ginko.

### Climat
Pour des articles plus généraux, voir Climat de la Bourgogne-Franche-Comté et Climat du Doubs.
En 2010, le climat de la commune est de type climat des marges montargnardes, selon une étude du Centre national de la recherche scientifique s'appuyant sur une série de données couvrant la période 1971-2000. En 2020, Météo-France publie une typologie des climats de la France métropolitaine dans laquelle la commune est exposée à un climat semi-continental et est dans la région climatique  Jura, caractérisée par une forte pluviométrie en toutes saisons (1 000 à 1 500 mm/an), des hivers rigoureux et un ensoleillement médiocre. 
Pour la période 1971-2000, la température annuelle moyenne est de 10,5 °C, avec une amplitude thermique annuelle de 17,3 °C. Le cumul annuel moyen de précipitations est de 1 051 mm, avec 12,6 jours de précipitations en janvier et 9,5 jours en juillet. Pour la période 1991-2020, la température moyenne annuelle observée sur la station météorologique de Météo-France la plus proche, « Dannemarie-sur-Crète », sur la commune de Dannemarie-sur-Crète à 9 km à vol d'oiseau, est de 11,3 °C et le cumul annuel moyen de précipitations est de 1 066,6 mm. 
La température maximale relevée sur cette station est de 39,9 °C, atteinte le 25 juillet 2019 ; la température minimale est de −22 °C, atteinte le 9 janvier 1985,,. 
Les paramètres climatiques de la commune ont été estimés pour le milieu du siècle (2041-2070) selon différents scénarios d'émission de gaz à effet de serre à partir des nouvelles projections climatiques de référence DRIAS-2020. Ils sont consultables sur un site dédié publié par Météo-France en novembre 2022.

## Urbanisme

### Typologie
Au 1er janvier 2024, Chaucenne est catégorisée bourg rural, selon la nouvelle grille communale de densité à 7 niveaux définie par l'Insee en 2022.
Elle est située hors unité urbaine. Par ailleurs la commune fait partie de l'aire d'attraction de Besançon, dont elle est une commune de la couronne,. Cette aire, qui regroupe 310 communes, est catégorisée dans les aires de 200 000 à moins de 700 000 habitants,.

### Occupation des sols
L'occupation des sols de la commune, telle qu'elle ressort de la base de données européenne d’occupation biophysique des sols Corine Land Cover (CLC), est marquée par l'importance des territoires agricoles (54,5 % en 2018), une proportion sensiblement équivalente à celle de 1990 (54,3 %). La répartition détaillée en 2018 est la suivante : 
zones agricoles hétérogènes (53,1 %), forêts (39,6 %), zones urbanisées (5,9 %), terres arables (1,1 %), prairies (0,3 %). L'évolution de l’occupation des sols de la commune et de ses infrastructures peut être observée sur les différentes représentations cartographiques du territoire : la carte de Cassini (XVIIIe siècle), la carte d'état-major (1820-1866) et les cartes ou photos aériennes de l'IGN pour la période actuelle (1950 à aujourd'hui).

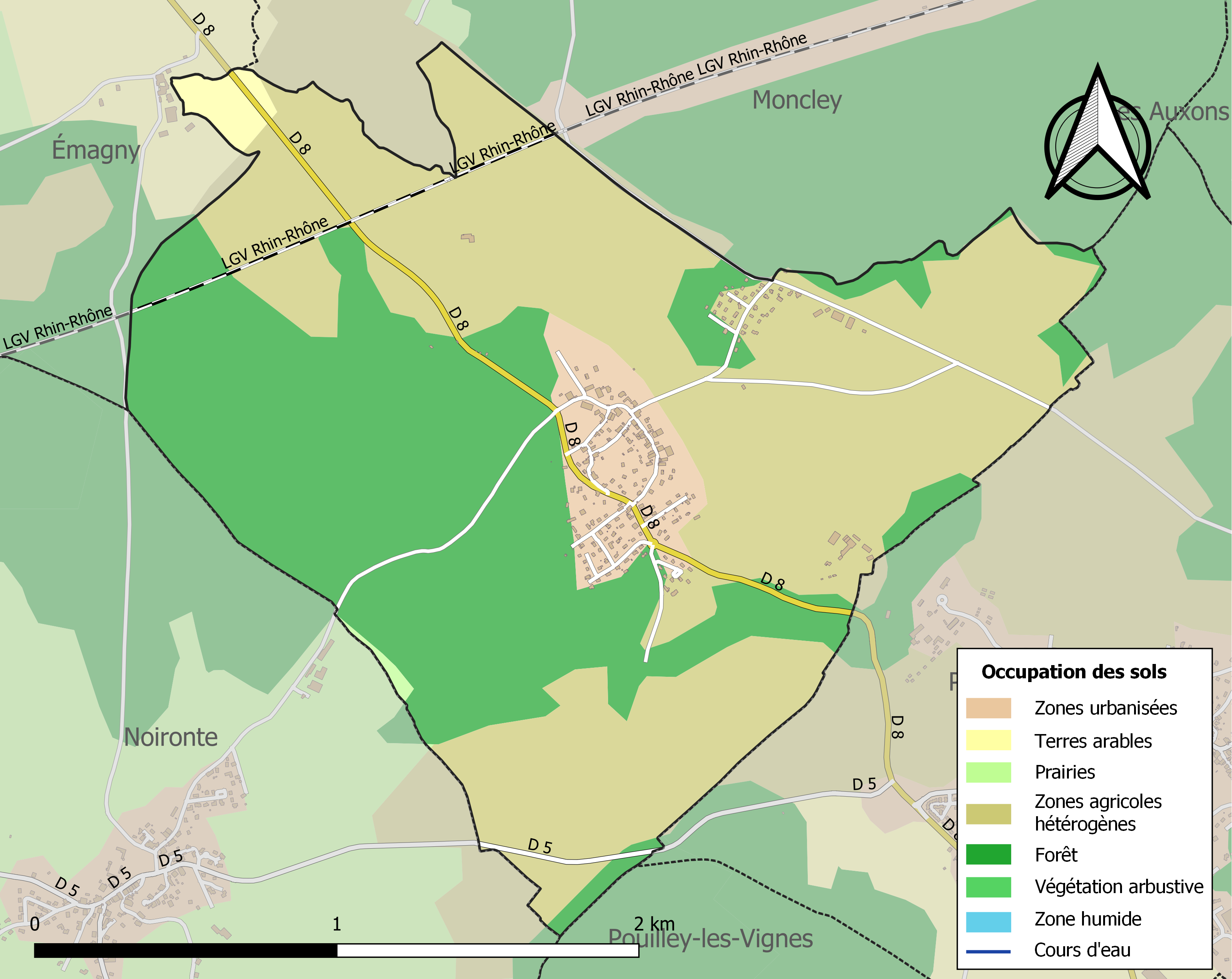
Carte des infrastructures et de l'occupation des sols de la commune en 2018 (CLC).

## Toponymie
La mention la plus ancienne de Chaucenne date de 1134, sous la forme latinisée Chalcina. On trouve Chacenne, au début du XVe siècle, puis Chaulsenne ou Chaussenne dans la première partie du XVIIIe siècle.
- Pour Ernest Nègre[14], il s'agit peut-être d'un terme dialectal *chaucenne « chaux », postulé par le francoprovençal tsòusena « chaux ».
- Albert Dauzat et Charles Rostaing[15] proposent un hypothétique *Caucena (Villa), basé sur un nom d'homme latin *Caucenus, non attesté, qui serait un hypocoristique de Caucius [?]

En fin de compte, aucun de ces éléments n'étant attesté dans la toponymie, ni ailleurs dans l'onomastique, l'étymologie de Chaucenne reste obscure.

## Politique et administration

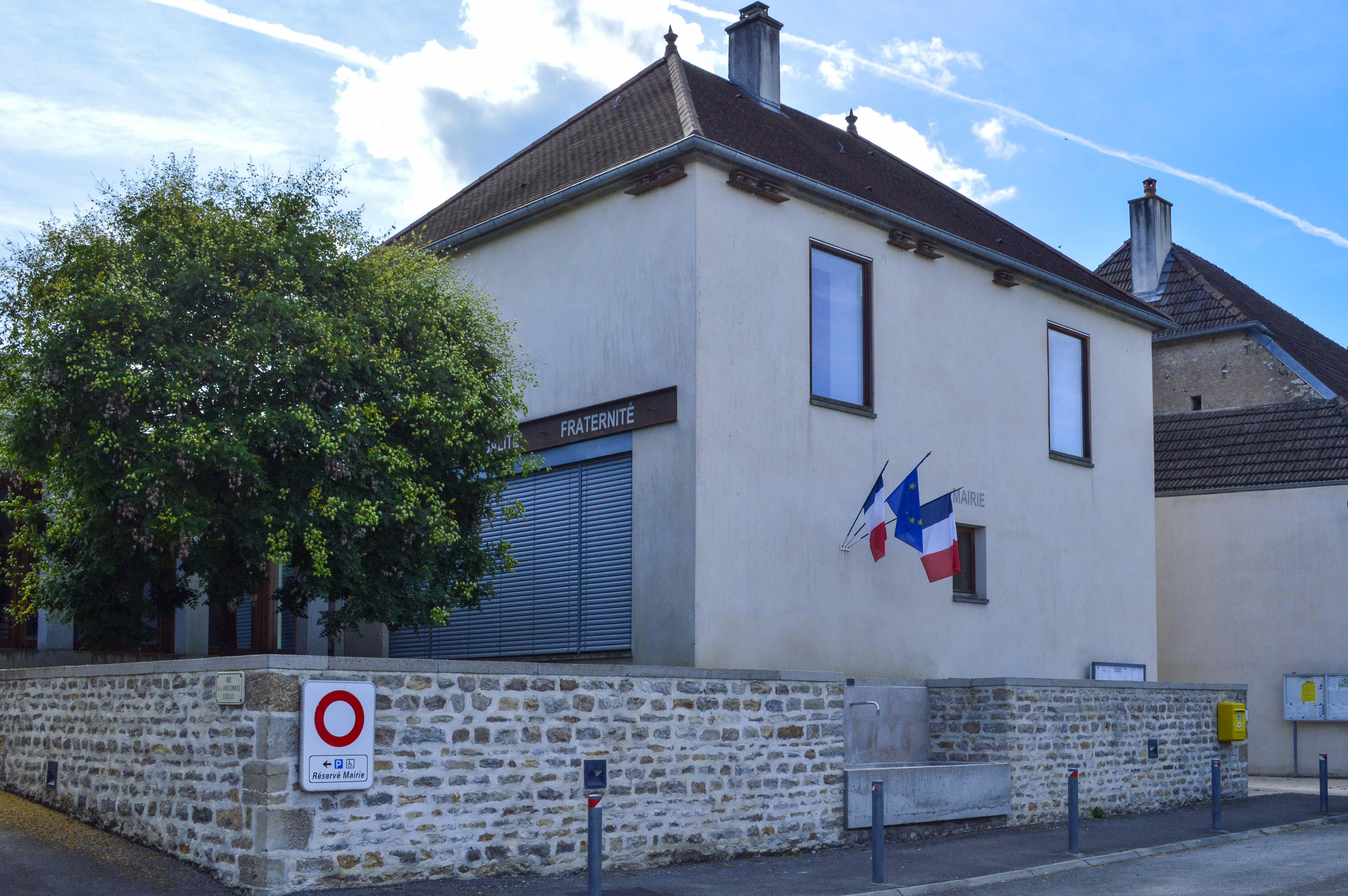
La mairie.

| Période                                  | Période                     | Identité                                        | Étiquette | Qualité            |
| ---------------------------------------- | --------------------------- | ----------------------------------------------- | --------- | ------------------ |
| 1995                                     | En cours (au 1er juin 2020) | Bernard Vougnon, Réélu pour le mandat 2020-2026 | DVG       | Comptable retraité |
| Les données manquantes sont à compléter. |                             |                                                 |           |                    |

## Démographie
L'évolution du nombre d'habitants est connue à travers les recensements de la population effectués dans la commune depuis 1793. Pour les communes de moins de 10 000 habitants, une enquête de recensement portant sur toute la population est réalisée tous les cinq ans, les populations de référence des années intermédiaires étant quant à elles estimées par interpolation ou extrapolation. Pour la commune, le premier recensement exhaustif entrant dans le cadre du nouveau dispositif a été réalisé en 2004.

En 2022, la commune comptait 513 habitants, en évolution de −0,58 % par rapport à 2016 (Doubs : +1,88 %, France hors Mayotte : +2,11 %).
| 1793 | 1800 | 1806 | 1821 | 1831 | 1836 | 1841 | 1846 | 1851 |
| ---- | ---- | ---- | ---- | ---- | ---- | ---- | ---- | ---- |
| 226  | 236  | 238  | 220  | 269  | 282  | 259  | 222  | 245  |

| 1856 | 1861 | 1866 | 1872 | 1876 | 1881 | 1886 | 1891 | 1896 |
| ---- | ---- | ---- | ---- | ---- | ---- | ---- | ---- | ---- |
| 196  | 205  | 223  | 203  | 212  | 180  | 170  | 140  | 154  |

| 1901 | 1906 | 1911 | 1921 | 1926 | 1931 | 1936 | 1946 | 1954 |
| ---- | ---- | ---- | ---- | ---- | ---- | ---- | ---- | ---- |
| 159  | 139  | 124  | 116  | 111  | 137  | 128  | 151  | 195  |

| 1962 | 1968 | 1975 | 1982 | 1990 | 1999 | 2004 | 2006 | 2009 |
| ---- | ---- | ---- | ---- | ---- | ---- | ---- | ---- | ---- |
| 167  | 171  | 237  | 313  | 442  | 470  | 549  | 540  | 533  |

| 2014 | 2019 | 2022 | - | - | - | - | - | - |
| ---- | ---- | ---- | - | - | - | - | - | - |
| 522  | 502  | 513  | - | - | - | - | - | - |

## Lieux et monuments
- Un calvaire du XVIe siècle, au centre du cimetière, inscrit aux monuments historiques depuis 1944.
- L'église classique du XVIIe siècle, avec une triple nef date de 1743. La cloche de l'édifice y sonne les heures depuis 1789.
- De nombreuses fontaines, dont les trois principales, restaurées, datent du XVIIIe siècle.
- L'ancien moulin à eau de la localité, le moulin de Jéricho, toujours présent. Il utilisait les eaux de la Lanterne, qui traverse le village sur 3,5 km avant de se jeter dans l'Ognon, à Chevigney.

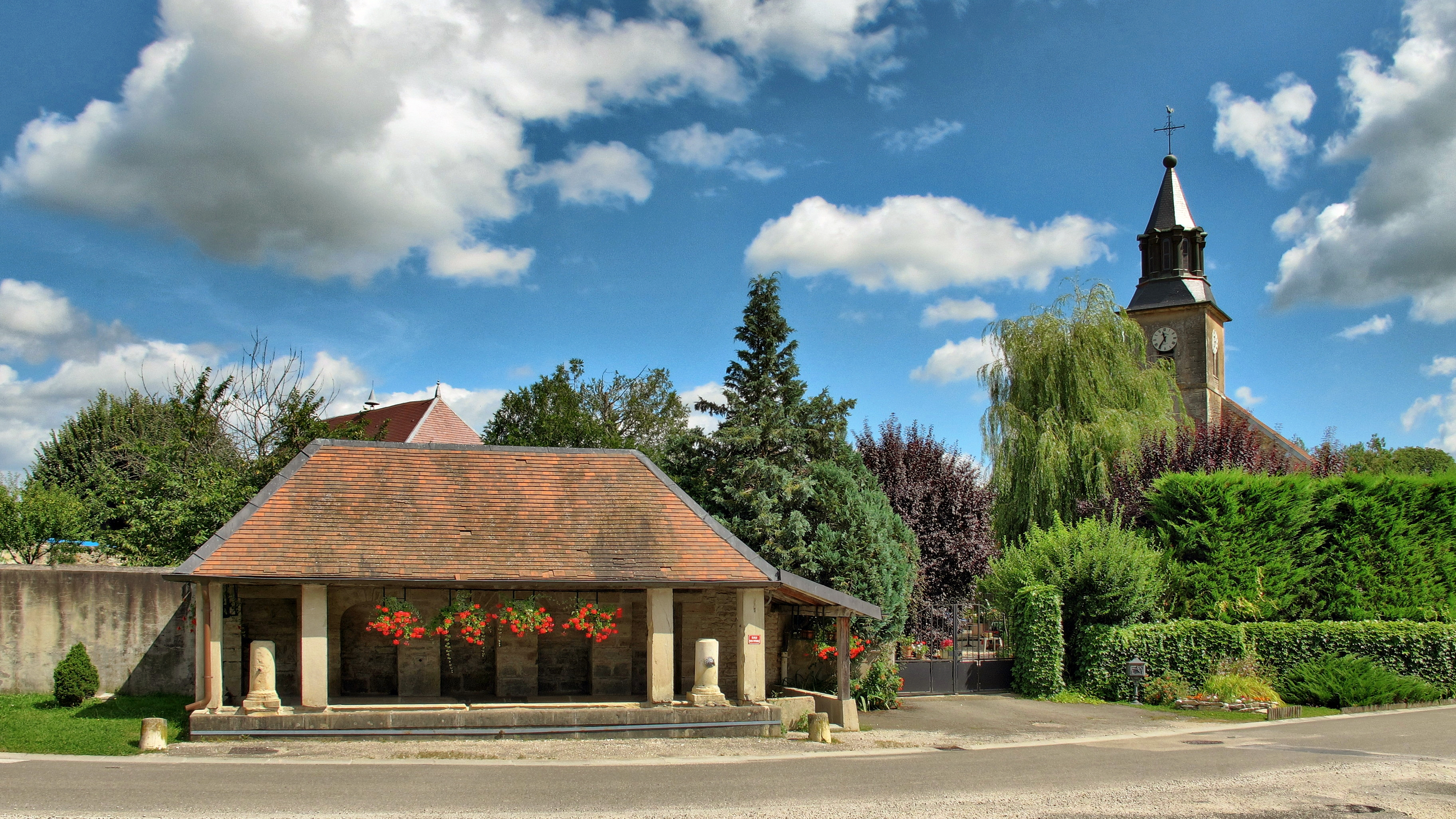
Le lavoir-abreuvoir et l'église.
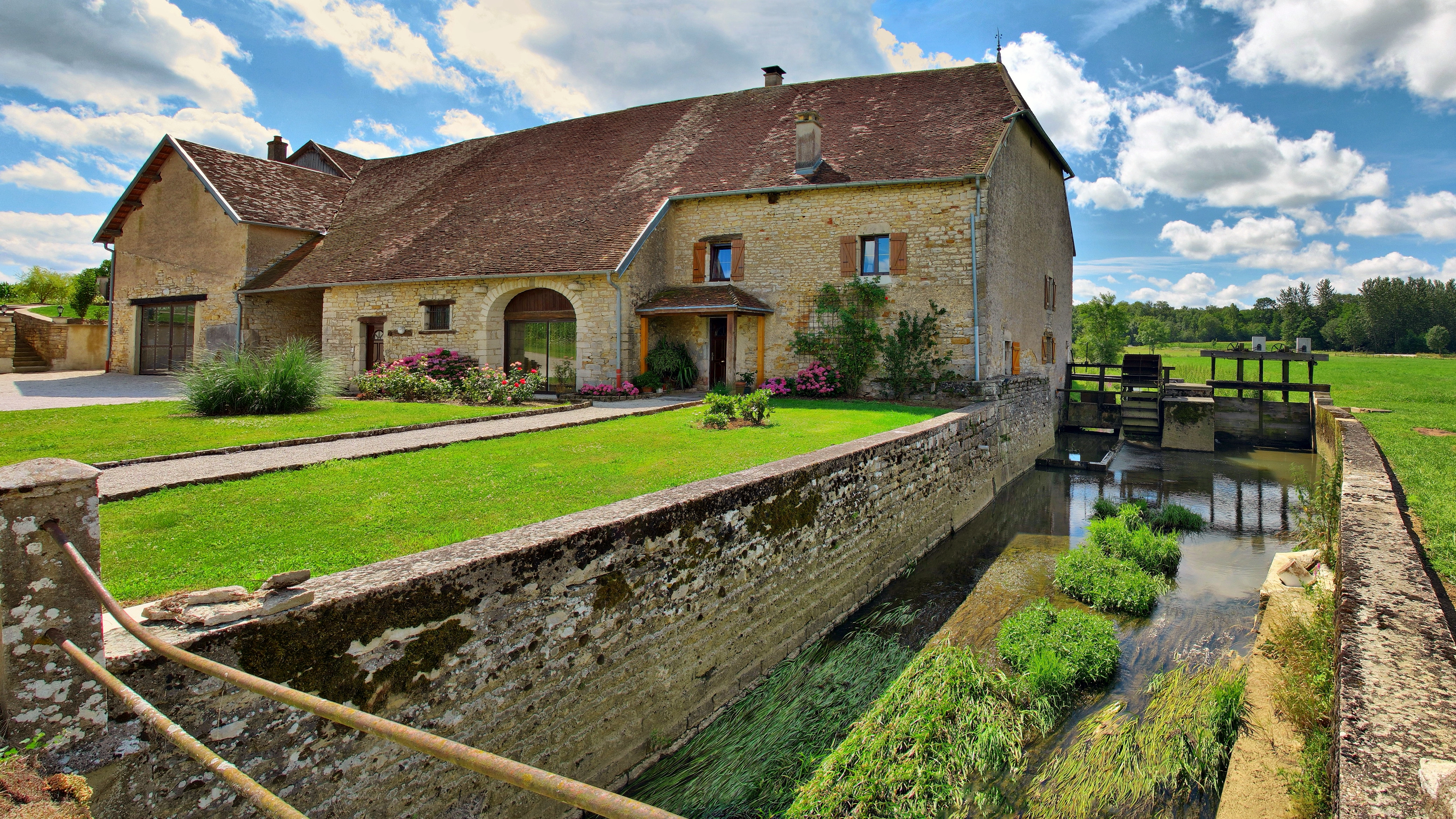
Le moulin de Jéricho sur la Lanterne.
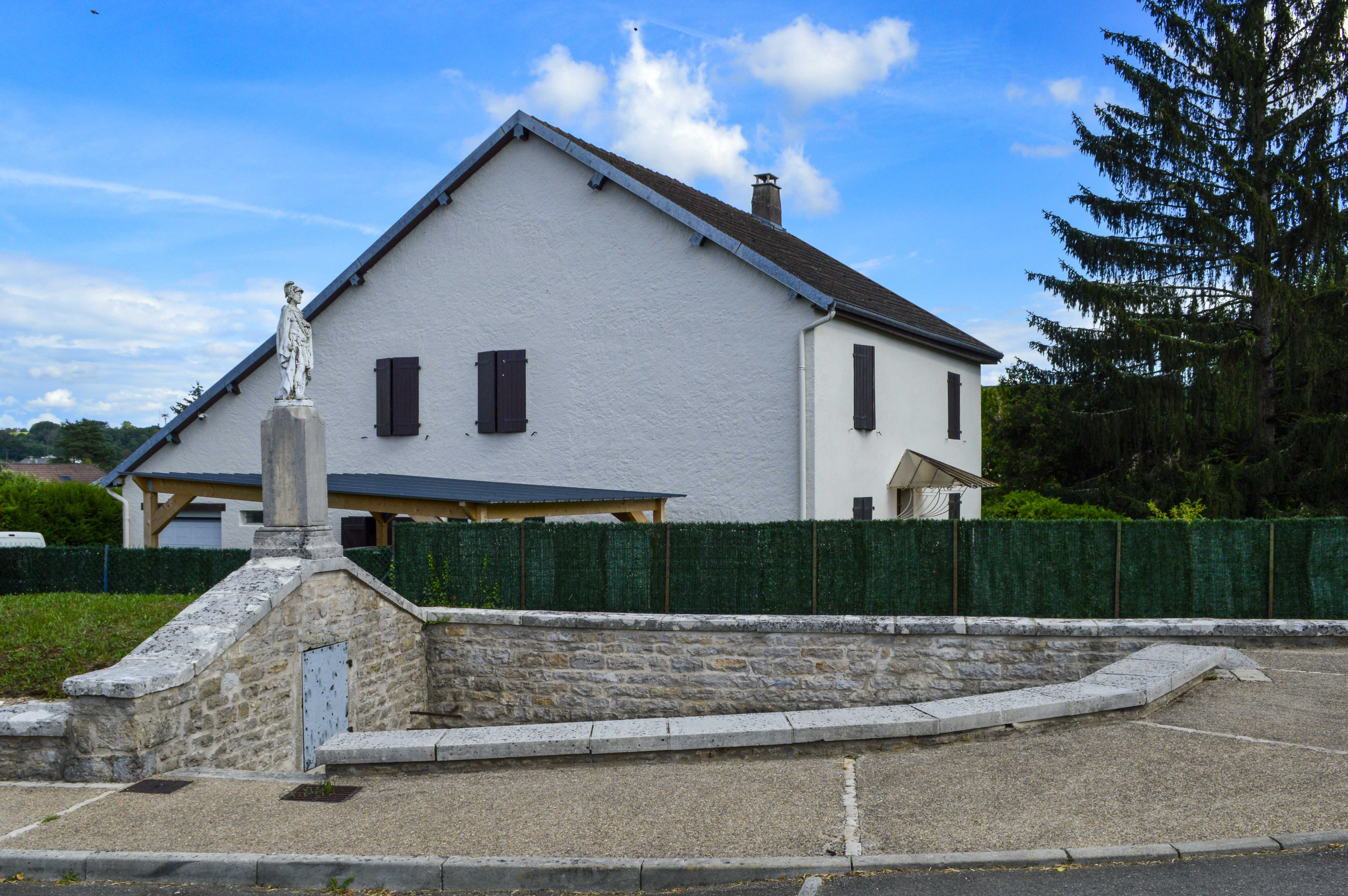
La fontaine Saint-Symphorien.
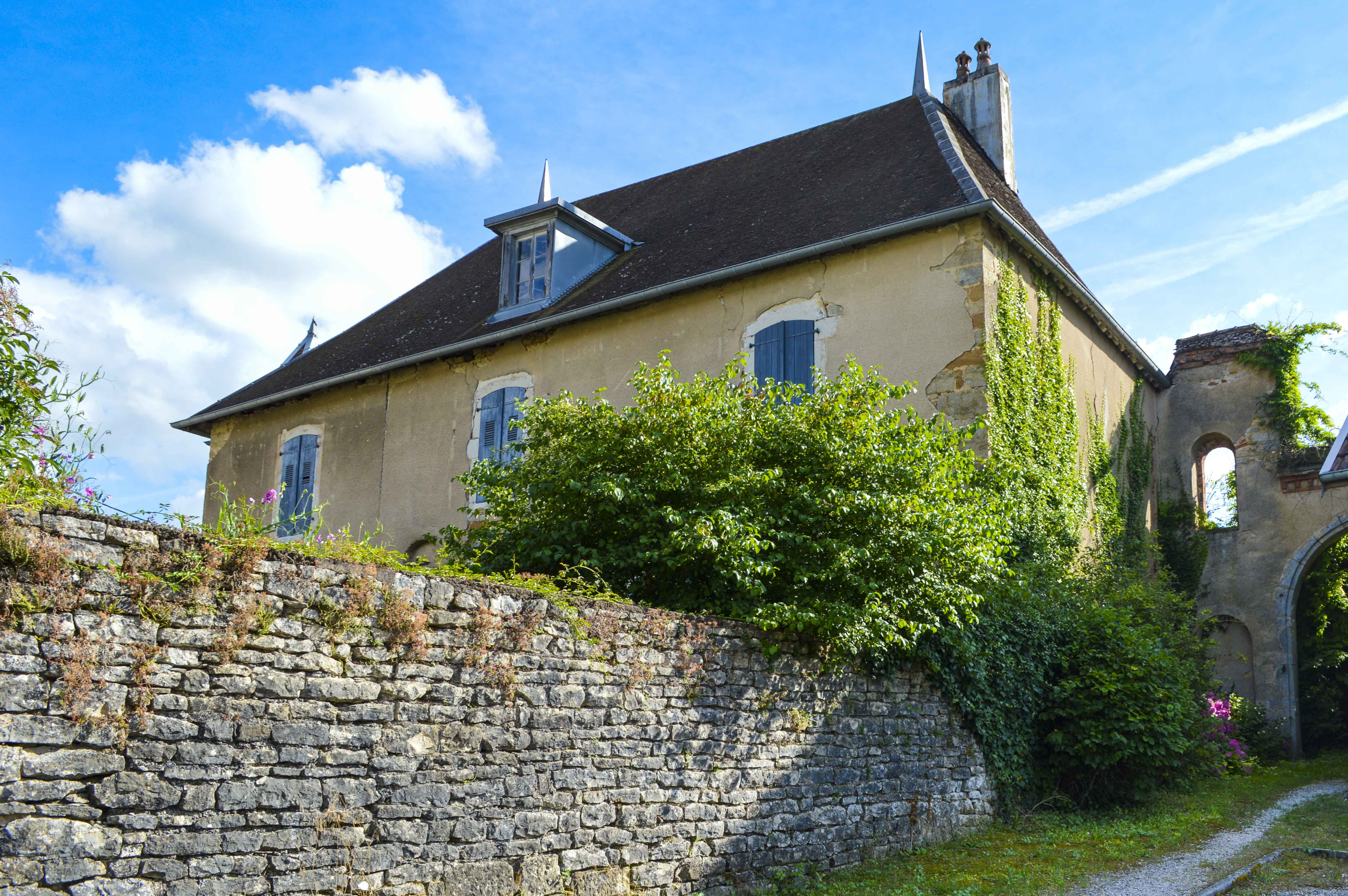
La maison Fondi de Niort.
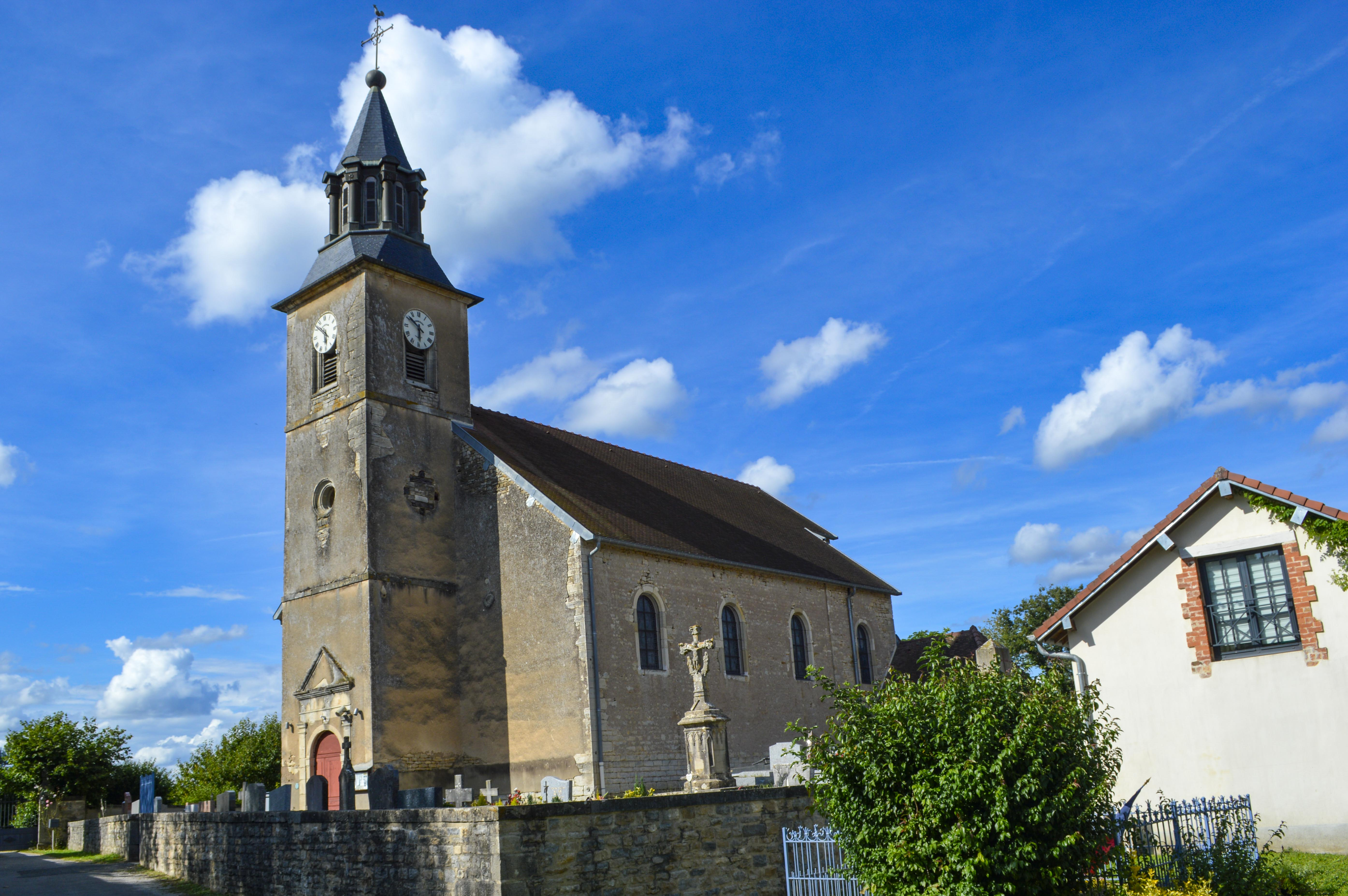
L'église Saint-Symphorien.
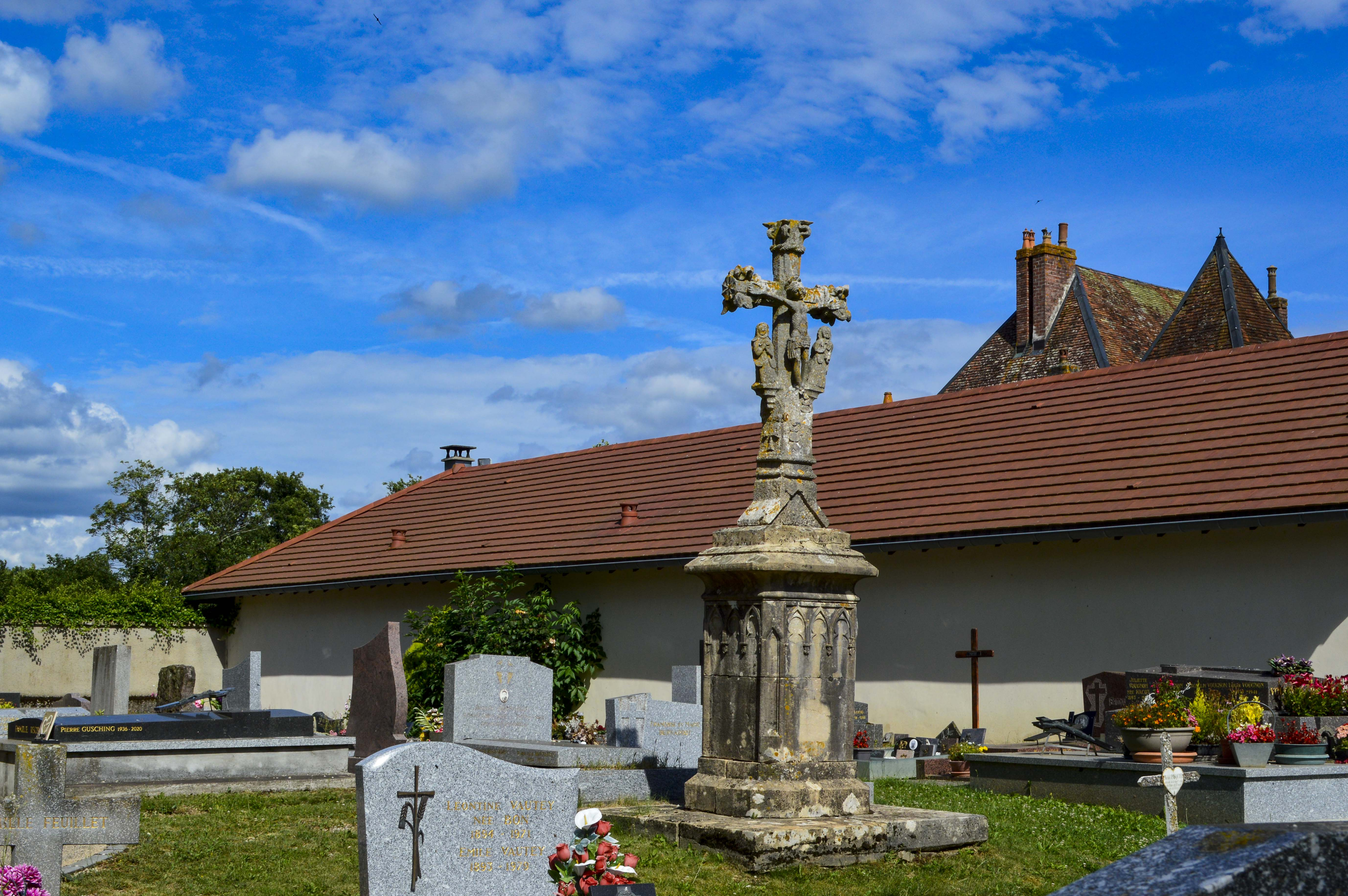
Le calvaire du cimetière.
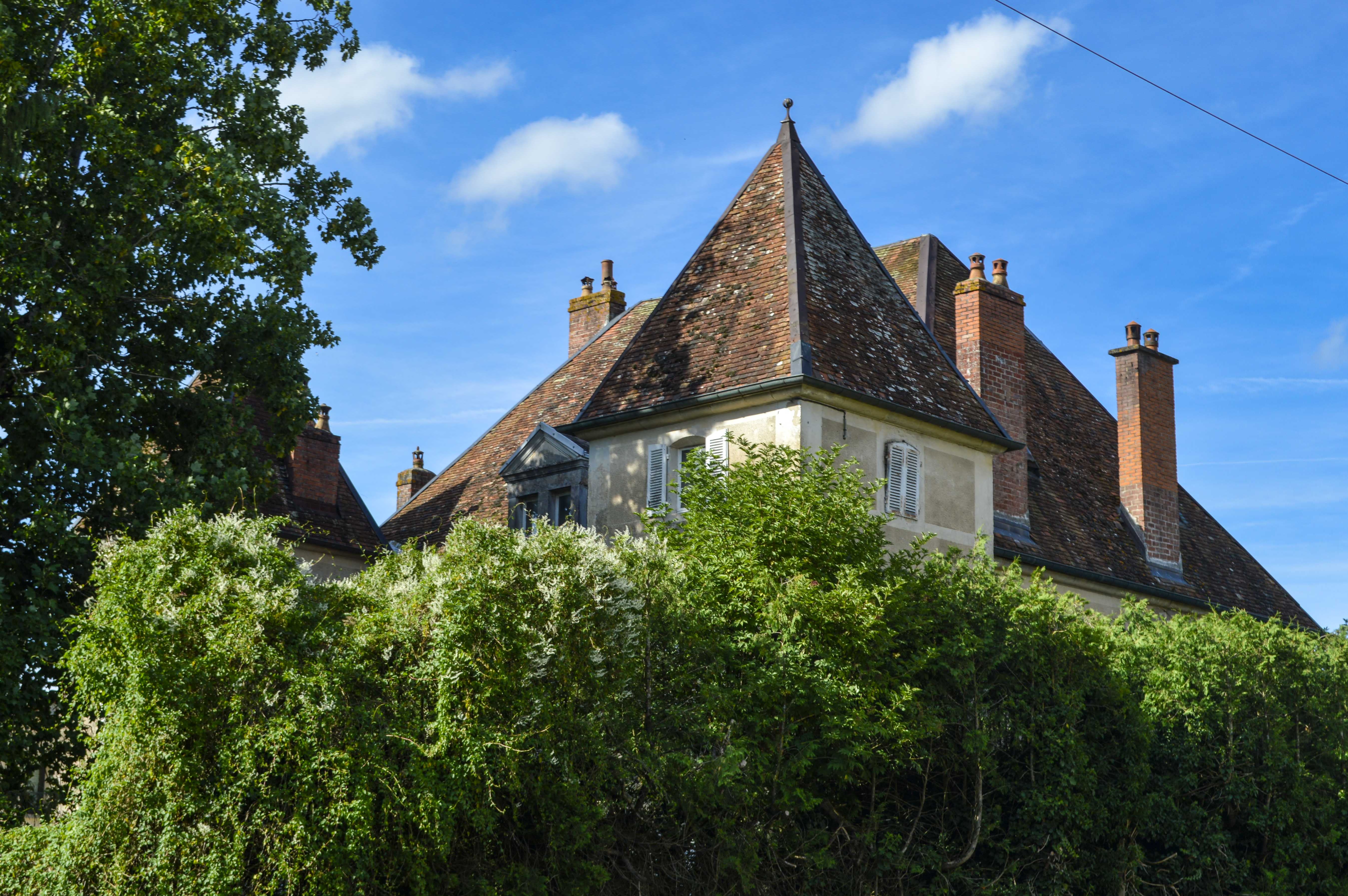
Le château.